# 大米建設
株式会社大米建設（だいよねけんせつ 英: Daiyonekensetu Corporation）は、沖縄県の総合建設会社。
2018年度（2018年9月～19年8月期）公共工事の完成高では県内第3位の90億7100万円、総売上では國場組の382億2500万円に次いで県内第2位で222億9400万円となっている。代表取締役会長は下地米蔵。

## 概要
沖縄県那覇市に本社を置き、宮古本店、八重山支店、浦添支店、中部営業所を持つ。創業者は沖縄県平良市長も務めた下地米一。現・代表取締役会長の下地米蔵は米一の長男で、南西海運の代表取締役会長兼社長でもある。また、一般社団法人沖縄県建設業協会（沖建協）や沖縄県建設産業団体連合会（建産連）の会長も務めた。衆議院議員の下地幹郎は米蔵の弟。
- 1962年（昭和37年）5月 - 合名会社宮古交通として創設（陸上運送業）。
- 1963年（昭和38年）11月 - 土木請負業丸米組創業。
- 1967年（昭和42年）1月 - 株式会社宮古交通に組織変更、砕石業併設。
- 1968年（昭和43年）1月 - 建築部門併設。
- 1982年（昭和57年）12月 - 本店を那覇市前島3丁目25番地10に移転。
- 1968年（昭和63年）1月 - 株式会社大米建設に社名変更
- 2007年（平成19年）3月 - 旧株式会社大米建設から会社分割して現株式会社大米建設を設立。社名及び事業を承継。
- 2009年（平成21年）11月 - 本社を那覇市高良3丁目1番地1に移転。
- 2018年（平成30年）2月 - 株式会社南海建設と経営統合[1]。

## 不祥事

### 公職選挙法違反疑惑
2017年の衆院選で下地米蔵が会長を務める沖縄県建設業協会の政治団体「沖縄県建設産業政策推進連盟」が、協会員各社に電子メールで、沖縄県第1区の下地幹郎（日本維新の会）、第2区の宮崎政久（自民）、第3区の比嘉奈津美（自民）、第4区の西銘恒三郎（自民）の氏名を列挙し支援や投票を呼び掛けていたことが判明。選挙期間中の電子メールによる選挙運動は候補者・政党に限定しており、同法に抵触していると批判された。

## 政界との関わり
2020年10月30日、大米建設会長の下地米蔵と國場組会長の国場幸一が、自民党県連に下地幹郎の復党を求める要望書を提出した。下地幹郎は、2017年に自民党から離党勧告を受け離党した後、2020年1月、カジノを含む統合型リゾート施設事業をめぐる汚職事件で、中国企業側から現金を受領していたことが発覚し、日本維新の会から除名処分を受けていた。大米建設も含む経済界は、衆院選をめぐり国場幸之助と下地幹郎が立候補を予定している第1区で、自民党に強く候補の一本化を要請している。